# Mas Tubau (Sant Jaume de Frontanyà)
El Mas Tubau és un edifici del municipi de Sant Jaume de Frontanyà (Berguedà) protegida com a bé cultural d'interès local.

## Descripció
Es tracta d'una construcció civil. Masia de planta rectangular amb carener paral·lel a la façana principal, orientada a migdia. En aquesta façana fou obert, el segle xix, una galeria de porxos d'arcs de mig punt rebaixats. Aquesta fou objecte d'una restauració el segle XX que trencà amb l'antigor de la casa. El material, atenent que és un edifici d'alta muntanya, és molt senzill, de pedra sense treballar i totalment irregular. Per altra banda, la casa no disposava de gran obertures o finestres. Les dependencies annexes a l'estructura de la casa són: corrals, pallisses i dependencies necessàries per les feines de camp.

## Història
El nom de Tubau correspon el segle xvii. Anteriorment el lloc era conegut amb el nom de Montner. En el centre de dita població de Tobau s'aixeca l'església preromànica de St. Esteve, una de les parròquies regentades pels canonges de St. Jaume de Frontanya. Montner, "montinigrus" o "Monte Nigro", surt esmentat com un dels límits de l'església de St. Jaume en l'acta de consagració del 905. L'any 1374, els homes de Frontenyà i especialment els de Montner no volia retre homenatge al baró de Pinós, manifestant així el seu desigs d'independència dins de la batllia i del priorat (no oblidem que Montner era una de les tres batllies que formava el priorat de St. Jaume.
A partir del s. XVI, la casa de Tubau surt ja esmentada amb aquest nom en la de documentació: en el fogatge de 1553 s'esmenta a Ramon Nibau (segurament Tubau) i sabem que l'any 1589, després d'una forta sotragada de la pesta morí l'amo de Tubau.
Per altra banda, la masia de Tubau col·laborà, decididament, a la construcció de l'actual santuari de Mare de Déu dels Oms, durant el s. XVIII. El propietari de Tubau creà sobre la propietat -on s'edificà el santuari dels Oms- un censal de 400 lliures que vengué, l'any 1717, a la comunitat de clergues de Sta. Eulàlia de Berga.